# Cantonul Huriel
Cantonul Huriel este un canton din arondismentul Montluçon, departamentul Allier, regiunea Auvergne, Franța.

## Comune
- Archignat
- Chambérat
- Chazemais
- Courçais
- Huriel (reședință)
- La Chapelaude
- Mesples
- Saint-Désiré
- Saint-Éloy-d'Allier
- Saint-Martinien
- Saint-Palais
- Saint-Sauvier
- Treignat
- Viplaix